# Bakljus

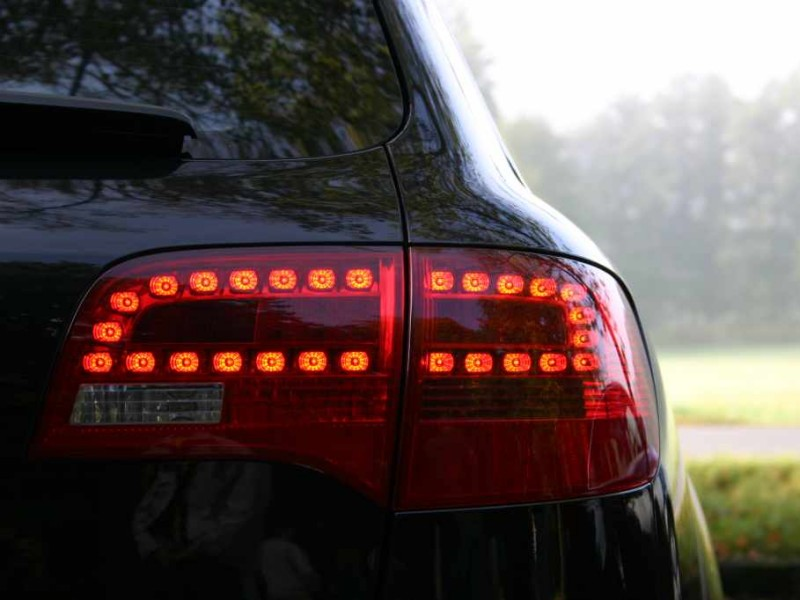
Moderna bakljus i LED-Teknik på en Audi A6 Avant.

Bakljus är minst två röda bakåtriktade lyktor, som finns på motorfordon, släpvagnar och spårvagnar. Bakljuset är tänt både vid framåtriktat huvudljus såsom hel- eller halvljus och vid parkeringsljus. Ljusstyrkan är svagare än bromsljuset och höger respektive vänster sida är ofta, av säkerhetsskäl, uppdelade på separata kretsar med egen avsäkring med mera. En typisk glödlampa för bakljus har effekten 5 watt. Idag[när?] blir det allt vanligare att LED-teknik används i bakljus.